# Aromobatidae
Los aromobátidos (Aromobatidae) son una familia de anfibios anuros compuesta por tres subfamilias, 5 géneros y 128 especies con distribución en Centroamérica y Sudamérica.

## Taxonomía
- Familia Aromobatidae
  - Subfamilia Allobatinae
    - Allobates Zimmermann y Zimmermann, 1988 (55 especies)

  - Subfamilia Anomaloglossinae Grant, Frost, Caldwell, Gagliardo, Haddad, Kok, Means, Noonan, Schargel & Wheeler, 2006
    - Anomaloglossus Grant, Frost, Caldwell, Gagliardo, Haddad, Kok, Means, Noonan, Schargel & Wheeler, 2006 (32 especies)
    - Rheobates Grant, Frost, Caldwell, Gagliardo, Haddad, Kok, Means, Noonan, Schargel & Wheeler, 2006 (2 especies)

  - Subfamilia Aromobatinae Grant, Frost, Caldwell, Gagliardo, Haddad, Kok, Means, Noonan, Schargel & Wheeler, 2006
    - Aromobates Myers, Paolillo O. & Daly, 1991 (18 especies)
    - Mannophryne La Marca, 1992 (20 especies)

  - Incertae sedis
    - "Prostherapis" dunni Rivero, 1961

## Galería

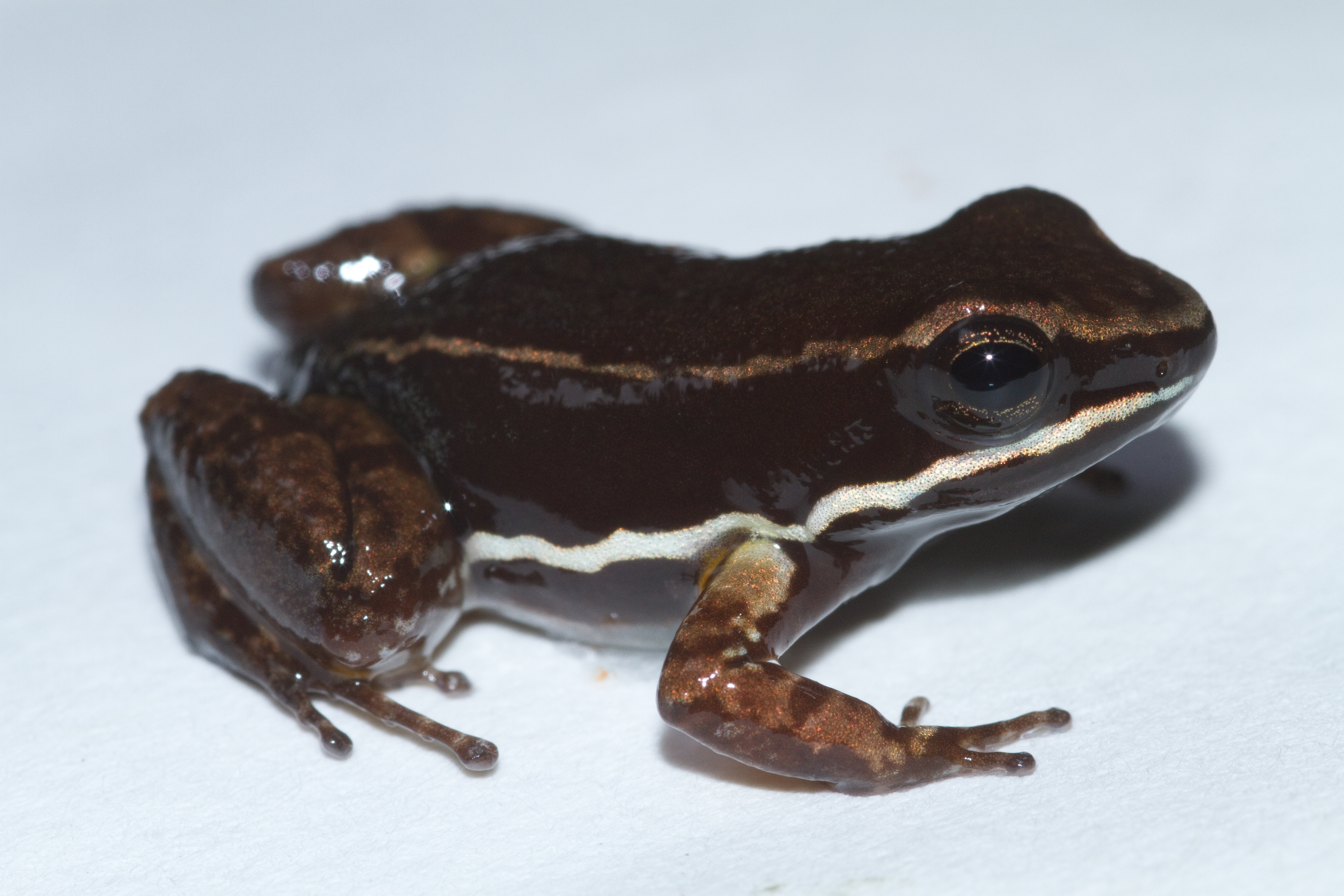
Allobates talamancae
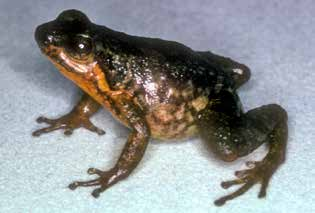
Anomaloglossus parkerae
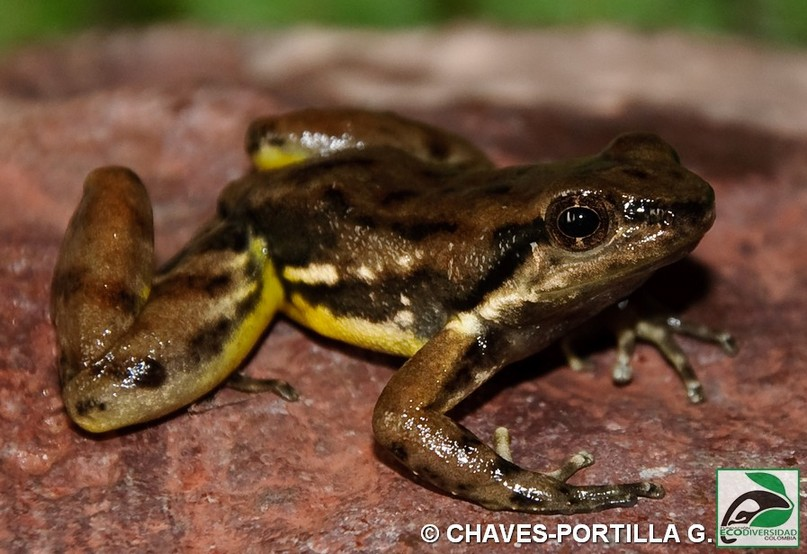
Rheobates palmatus
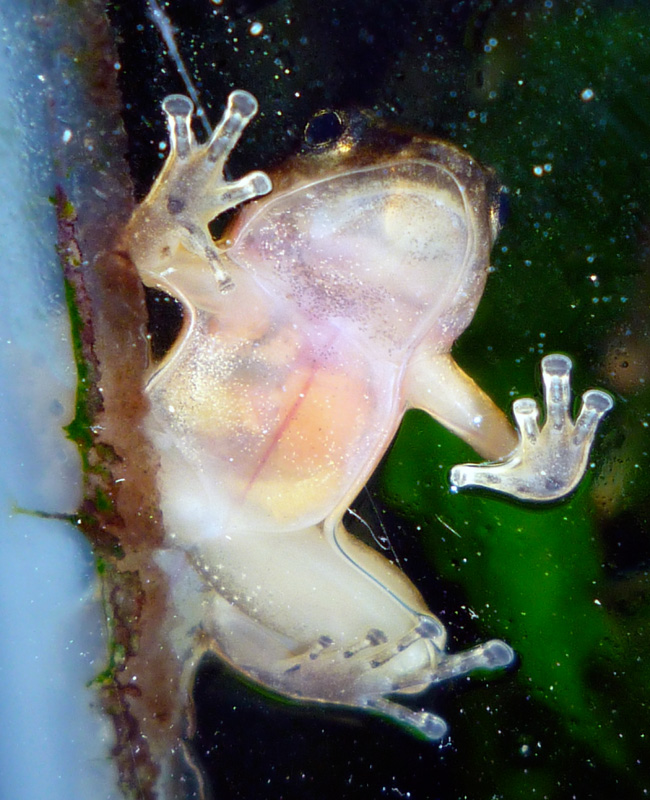
Mannophryne trinitatis